# Thiotepa
Thiotepa ist ein alkylierendes Zytostatikum, welches schon 1953 zur Behandlung von Krebserkrankungen (Brustkrebs, Blasenkrebs, Ovarialkarzinom) eingeführt wurde. Es wird bis heute in der Onkologie verwendet.
2010 wurde Thiotepa EU-weit  − in Kombination mit anderen Chemotherapeutika −  zugelassen zur Vorbereitung von Patienten auf die Transplantation hämatopoetischer Stammzellen (HSZT) zur Behandlung bestimmter Erkrankungen des Blutes (z. B. Leukämie) sowie zur Behandlung solider Tumoren, wenn anschließend eine HSZT erfolgen soll (Handelsname THIOTEPA RIEMSER von Esteve Pharmaceuticals GmbH oder TEPADINA®, pharmazeutischer Unternehmer ADIENNE Pharma & Biotech).
Thiotepa wurde ursprünglich als Hilfssubstanz bei der Baumwollproduktion entwickelt.
Es ist ein kristallines, weißes Pulver mit einem Schmelzpunkt zwischen 54 und 57 Grad Celsius. In Lösungen ist Thiotepa nur wenige Tage stabil und muss entsprechend bei niedrigen Temperaturen gelagert werden.
Im menschlichen und tierischen Organismus wird Thiotepa zum ebenfalls alkylierenden TEPA (Triethylenphosphorsäuretriamid) umgewandelt.
Die Anwendung von Thiotepa führt zu erheblichen Nebenwirkungen: Dabei führt die ausgeprägte Knochenmarkstoxizität als erwünschte Wirkung im Rahmen der Konditionierung zur HSZT zu einer Panzytopenie und einem hohen Risiko für Infektionen. In Tierversuchen zeigte Thiotepa sich als karzinogen.